# Казале Калифорнија (Модена)
Казале Калифорнија је насеље у Италији у округу Модена, региону Емилија-Ромања.
Према процени из 2011. у насељу је живело 48 становника. Насеље се налази на надморској висини од 63 м.